# گمینا بیژونگ
گمینا بیژونگ (به لهستانی:  Gmina Bieżuń) یک گمینا در لهستان است که در شهرستان ژورومین واقع شده‌است. گمینا بیژونگ ۱۲۲٫۰۲ کیلومتر مربع مساحت و ۵٬۲۳۴ نفر جمعیت دارد.